# Червоногригорівська селищна територіальна громада
Червоногригорівська селищна територіальна громада — територіальна громада в Україні, в Нікопольському районі Дніпропетровської області. Адміністративний центр — селище Червоногригорівка.
Площа громади — 487,9 км², населення — 13 048 мешканців (2018).
Утворена 13 червня 2017 року шляхом об'єднання Червоногригорівської селищної ради та Дмитрівської, Придніпровської сільських рад Нікопольського району.

## Населені пункти
До складу громади входять 1 селище (Червоногригорівка) і 6 сіл: Борисівка, Дмитрівка, Кам'янське, Мусіївка, Привільне, Придніпровське.